# Langley, Cheshire
Langley är en by i Cheshire East distrikt i Cheshire grevskap i England. Byn är belägen 53,7 km 
från Chester. Orten har 605 invånare (2015).